# コヒーレンス長
コヒーレンス長（Coherence length、コヒーレンスの長さとも言う）とは、超伝導における電子の対（クーパー対）の空間的な広がりを表す長さの尺度のこと。ブライアン・ピパードが最初に提唱した（このため、ピパードのコヒーレンス長と言われることもある）。コヒーレンス長ξは超伝導転移温度 (T = Tc) で、その長さが無限大になる。転移温度近傍では、
{\displaystyle \xi =\alpha \left(1-{T \over {T_{c}}}\right)^{-1/2}}
となる。α は適当な比例係数である（T = Tc で上式は無限大になっている）。 
このコヒーレンス長 ξ と、超伝導体に対するロンドンの侵入長（磁場の侵入の深さ） λ に関して、
{\displaystyle \xi \,>\lambda }
なら、その超伝導体は第一種超伝導体となる。一方、
{\displaystyle \xi \,<\lambda }
なら、それは第二種超伝導体となる。
BCS理論において、不純物がなく、T = 0 K の状態でのコヒーレンスの長さは、
{\displaystyle \xi \,={\hbar v_{F} \over {\Delta _{0}}}}
である。{\displaystyle \hbar \,=h/2\pi } で h はプランク定数、vF はフェルミレベルでの電子の速さ（{\displaystyle v_{F}\,=\hbar k_{F}/m^{*}}、kF：フェルミ波数、m*：電子の有効質量）、Δ0 は超伝導におけるエネルギーギャップである。不純物が存在する場合のコヒーレンス長 ξ は、ピパードが次の式を提唱した（これは後に正しいことが分かる）。
{\displaystyle {1 \over \xi }\approx {1 \over {\xi _{0}}}+{1 \over L}}
ξ0 は不純物のない場合のコヒーレンス長、L は電子の平均自由行程である。